# Ludwig Quidde

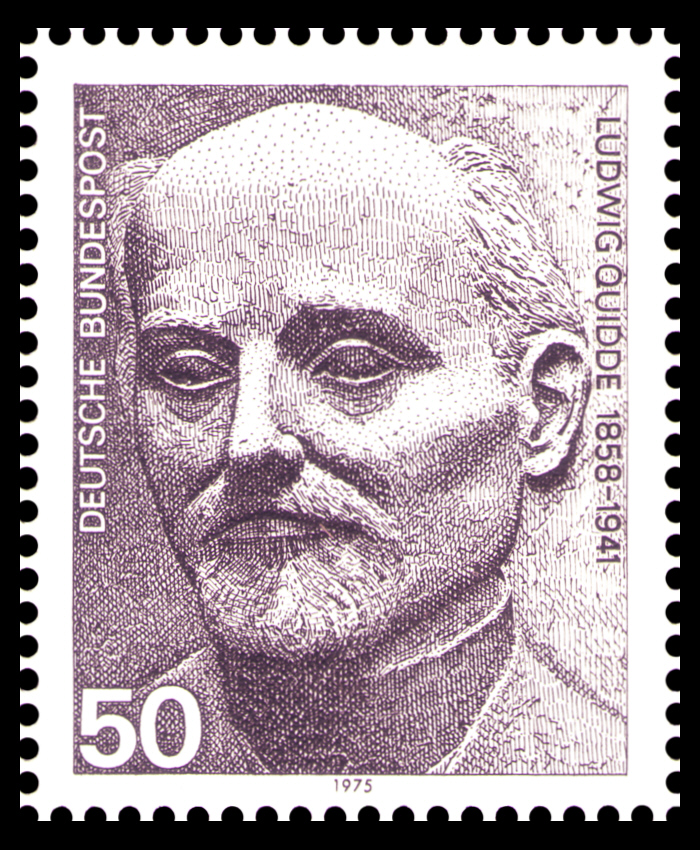
Segell alemany amb Ludwig Quidde

Ludwig Quidde (Bremen, Alemanya, 1858 - Ginebra, Suïssa, 1941) fou un historiador, polític i pacifista alemany. El 1929 fou guardonat amb el Premi Nobel de la Pau juntament amb el polític francès Ferdinand Buisson.

## Joventut i estudis
Ludwig Quidde nasqué el 23 de març de 1858 a la ciutat alemanya de Bremen dins una família burgesa dedicada al comerç mercantil. Durant la seva joventut estudià a la Universitat de Gotinga i la d'Estrasburg. Posteriorment fundà i dirigí la Deutsche Zeitschrift für Geschichtswissenschaft (1888-1894) i assumí la secretaria de l'Institut Històric Prussià de Roma (1890-1892).
El 1896 fou acusat d'haver atemptat contra el Kaiser i l'imperialisme alemany en el seu pamflet Caligula. Eine Studie über römischen Caesarenwahnsinn, on comparava l'autoritat i megalomania del Kàiser amb la de l'emperador romà Calígula i denunciava la creixent militarització de l'estat alemany, per la qual cosa fou retingut.

## Vida política
Va iniciar la seva carrera política al seu nomenat membre de la Dieta de Baviera el 1907. Posteriorment va ocupar els càrrecs de diputat democràtic de l'Assemblea Nacional (1919-1920), president de la Societat alemanya de la Pau (1914-1929) i vicepresident de l'Oficina Internacional de la Pau.
El 1927 fou recompensat amb el Premi Nobel de la Pau, al costat del pedagog francès Ferdinand Buisson, pels seus treballs historiogràfics en favor de la pau.
Amb l'ascens dels nazis al poder alemany va exiliar-se a Ginebra, Suïssa, on morí el 4 de març de 1941.